# Very (cráter marciano)

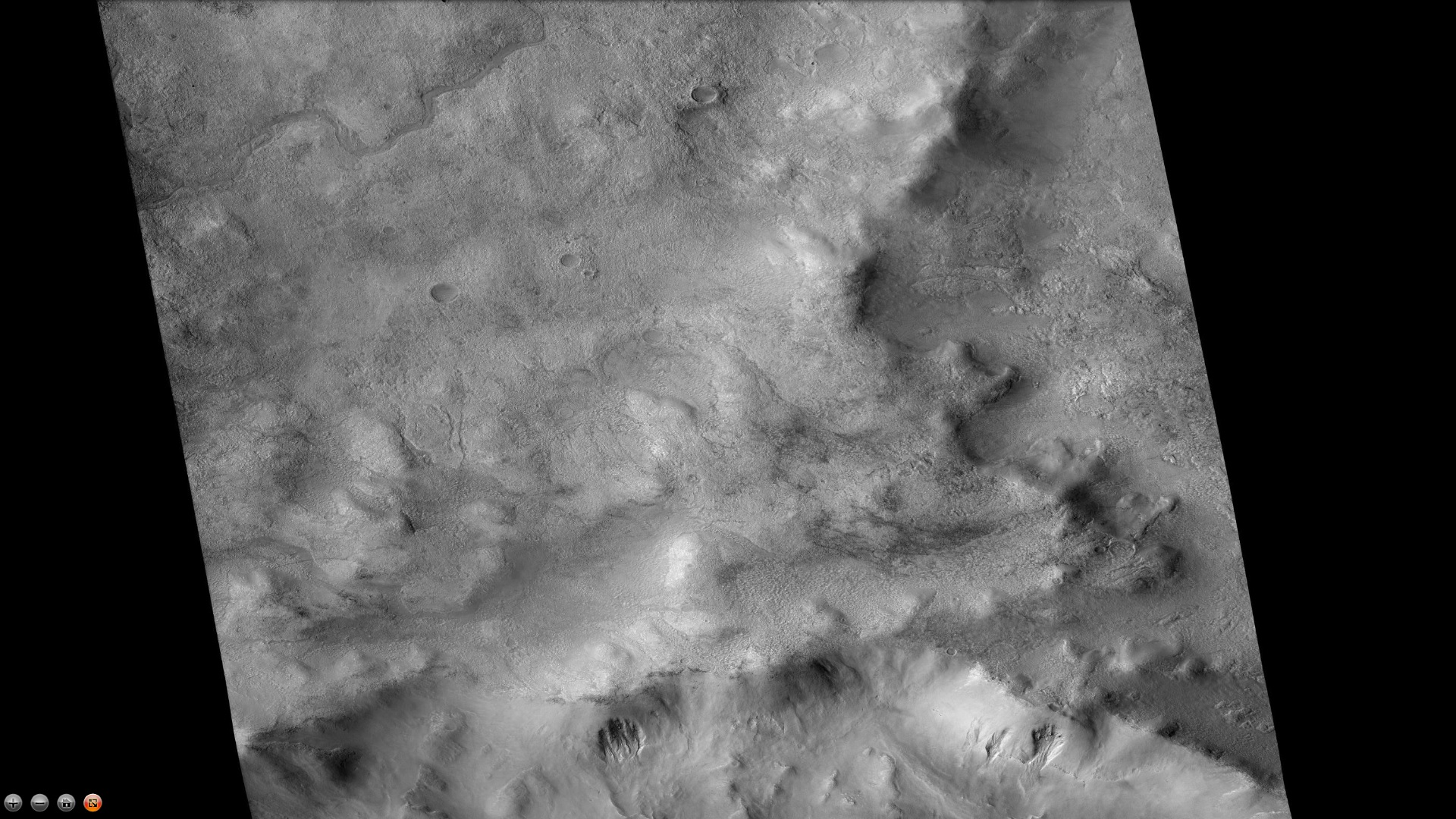
Canal en el suelo de Very. Imagen tomada por la cámara CTX (Mars Reconnaissance Orbiter). Las barrancas también son visibles en un cráter más pequeño al sur (abajo)

Very es un cráter de impacto de grandes proporciones del planeta Marte, perteneciente al cuadrángulo Phaethontis. Está situado en Terra Sirenum, al oeste del gigantesco cráter Copernicus, al noroeste de Liu Hsin y al este de Campbell, a 49,6° sur y 177,1º oeste. El impacto causó una depresión de 114 kilómetros de diámetro.
El nombre fue aprobado en 1982 por la Unión Astronómica Internacional, en honor al astrónomo estadounidense Frank Washington Very (1852 - 1927).

## Formación de barrancos
Basándose en la forma, posición y localización de determinados rasgos morfológicos de Marte, se consideró la posibilidad de la presencia abundante de hielo de agua. Numerosos investigadores han opinado que los procesos de tallado de las barrancas implican agua líquida. Sin embargo, este sigue siendo un tema de investigación activa.
Tan pronto como se descubrieron barrancos, los investigadores comenzaron a tomar imágenes una y otra vez, buscando posibles cambios. En 2006, se encontraron algunos cambios. Posteriormente, con un análisis más detallado, se determinó que los cambios podrían haberse producido por flujos granulares secos en lugar de ser impulsados por el flujo de agua. Mediante observaciones continuas se encontraron muchos más cambios en el cráter Gasa y en algunos otros.
Con la repetición de las observaciones, se han encontrado más y más cambios. Dado que estos cambios ocurren en el invierno y la primavera, los expertos tienden a creer que las barrancas se formaron a partir de hielo seco. Las imágenes demostraron que el momento de esta actividad coincidió con las heladas de dióxido de carbono estacional y con temperaturas que no habrían permitido la presencia de agua líquida. Cuando el hielo seco pasa a ser un gas, puede lubricar el material seco para que fluya, especialmente en pendientes escarpadas. En algunos años la capa helada que desliza alcanza cerca de 1 metro de espesor.